# 吉林大学
吉林大学（きつりんだいがく、簡: 吉林大学、繁: 吉林大學、拼音: Jílín Dàxué、英語: Jilin University）は、中華人民共和国吉林省長春市朝陽区に本部がある12学部を擁する総合大学である。中華人民共和国教育部直属の国家重点大学、副部級大学の一つとして、211工程、985工程、双一流においても重点大学に選ばれている。特に化学、法学、物理学、哲学、数学、自動車、地学、基礎医学、精神神経医学、考古学の分野が伝統的に強い。複数の国家重点実験室も持っている。

## 概要
大学全体

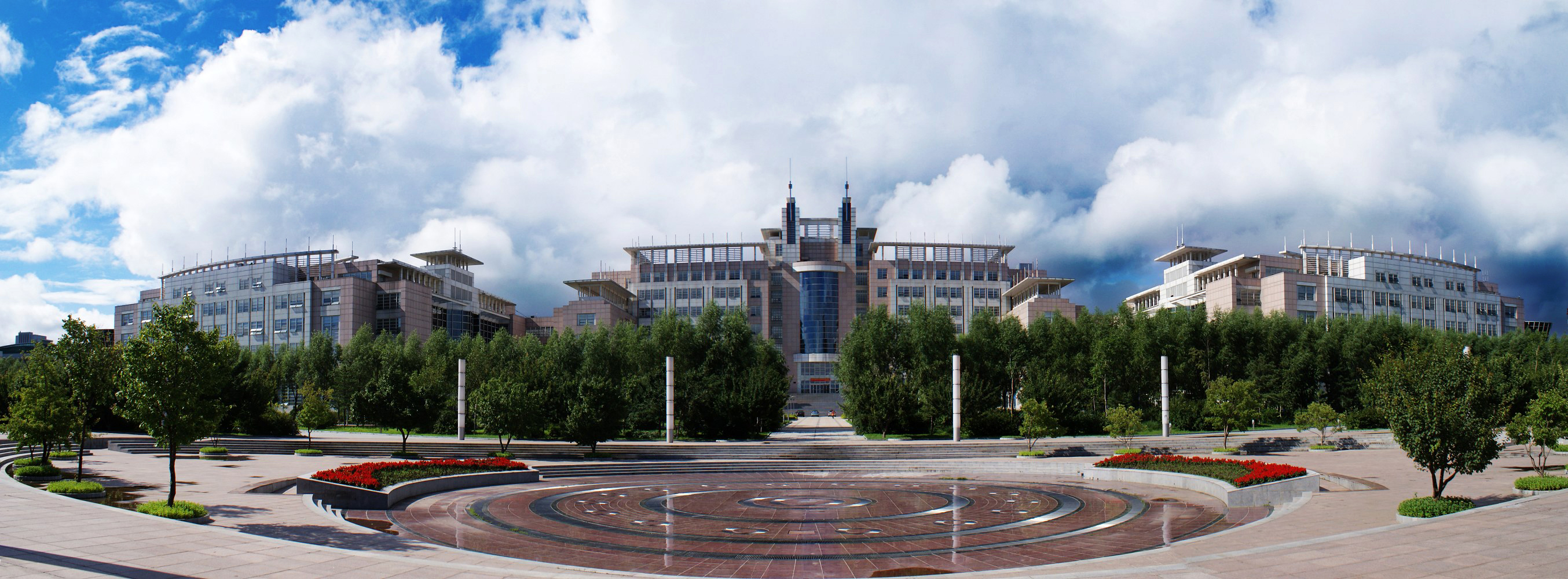
東門に近い「五月花」広場(中心キャンパスに位置する)

旧吉林大学、近隣の吉林工業大学・白求恩医科大学・長春科技大学・長春郵電学院の5大学が2000年に統合され、2004年、中国人民解放軍軍需大学も加入して現在に至る。校舎のいくつかは満州時代に日本が建築した政府系の建物をそのまま使用している。
校訓
吉林大学は「求実創新，励志図強（ 拼音: qiú shí chuàng xīn, lì zhì tú qiáng ）」という地味な校訓を持っている。

## 歴史
旧吉林大学
- 1946年、中国共産党の高級官僚や政治家を養成するための国立大学である東北行政学院として、ハルビンに設立。
- 1948年7月、東北行政学院と国立ハルビン大学を統合し、東北科学院を設立。
- 1948年11月、東北科学院がハルビンから瀋陽に移転し、東北行政学院に校名を変更。
- 1950年3月、東北人民大学と改称する。同年、朝鮮戦争によって、学校が長春に移転する。
- 1952年、教育部の大学改革によって、北京大学・清華大学・北京師範大学・輔仁大学（北京）などの大学から王湘浩、王柔懐、江沢堅、謝邦傑、徐利治ら数学者と呉式枢、朱光亜、余瑞璜ら物理学者を含む有名教授陣を東北人民大学へ派遣し、多くの理工学研究科を擁する総合大学になった。
- 1958年、吉林大学に校名を変更。
- 1960年、中国共産党中央委員会が吉林大学を国家重点大学に選んだ。

旧吉林工業大学
吉林工業大学は、中華人民共和国教育部直属の211工程重点大学であった。
- 1954年、長春自動車トラクター学院として設立、中華人民共和国機械工業部に直属。
- 1958年、吉林工業大学に校名を変更。
- 1995年、211工程のメンバーに選ばれる。
- 1998年、中華人民共和国教育部直属となり、国家重点大学（理工系）に選ばれる。
- 2000年、吉林大学に統合される。
- 学校所在地は、今の吉林大学南嶺校区。

旧白求恩医科大学
白求恩医科大学は、中華人民共和国衛生部直属の重点医科大学であった。校名の「白求恩」（ベチューン）の由来は、中国解放の為の戦いに命を捧げたカナダの外科医ノーマン・ベチューンを記念して作ったと言われている。
- 1939年、ベチューン衛生学校として、晋察冀軍区に設立。その後、ベチューン衛生学校と第十八集団軍衛生学校が合併し、新しいベチューン衛生学校が組織される。
- 1948年、ベチューン衛生学校と北方大学医学院が合併し、華北医科大学が組織される
- 1951年、長春へ移転し、中国人民解放軍第一軍医大学と改称し、中国人民解放軍に直属。
- 1959年、吉林医科大学に校名を変更、吉林省に直属になった。
- 1978年、白求恩医科大学の校名を回復し、中華人民共和国衛生部直属する重点の医科大学になった。
- 2000年、吉林大学に統合され、吉林大学白求恩医学部になった。
- 学校所在地は、今の吉林大学新民校区。

旧長春科技大学
長春科技大学は、中華人民共和国国土資源部に直属する国家重点大学(地学）であった。
- 1951年、中国著名な地質学者、李四光氏が長春地質専科学校を設立。
- 1952年、教育部の大学改革によって、東北工学院、大連工学院、山東工学院など大学の地学部が長春地質専科学校と合併し、新しい東北地質学院が組織される。
- 1958年、長春地質学院に校名を変更。
- 1978年、国家重点大学に選ばれる。
- 1997年、長春科技大学に校名を変更。
- 2000年、吉林大学に統合される。
- 学校所在地は、今の吉林大学朝陽校区。

旧長春郵電学院
長春郵電学院は、中華人民共和国情報産業部に直属する、中国東北地区で唯一の電気通信工科大学であった。
- 1947年、東北郵電学校として、黒竜江省のジャムス市に設立。
- 1948年11月、長春に移転する。
- 1949年3月、瀋陽に移転する。
- 1950年3月、長春に移転し、1953年から、中華人民共和国郵電部に直属する。
- 1955年、長春電信学校に校名を変更。
- 1960年、長春郵電学院に校名を変更。
- 2000年、吉林大学に統合される。
- 学校所在地は、今の吉林大学南湖校区。

旧中国人民解放軍軍需大学
中国人民解放軍軍需大学は、中国人民解放軍総後勤部に直属する大学であった。
- 1904年、清政府が北洋馬医学堂を設立。
- 1953年、中国人民解放軍中央委員会高級獣医学校が、第二獣医学校、第三獣医学校、第四獣医学校と合併して長春へ、満州国時代の新京畜産獣医大学の旧学区において、中国人民解放軍獣医大学を組織する。
- 1992年、中国人民解放軍農牧大学に校名を変更。
- 1999年、中国人民解放軍軍需大学に校名を変更。
- 2004年、吉林大学に統合される。
- 学校所在地は、今の吉林大学和平校区。

## 学部・学院
人文学部
- 哲学社会学院（1958年設立）
  - 哲学系
  - 社会学系
  - 労働及び社会保障系
  - 社会心理学系
  - 哲学基礎理論研究基地
  - 社会発展理論研究基地
- 文学院（1952年設立）
  - 中国語言文学学部
  - 歴史学学部
  - 芸術学部（ニュースキャスター專門）
  - 新聞傳播学部（情報学、新聞と報道）
  - 教育学部
- 外国語学院（1950年設立）
  - 英語系
  - 日本語系
  - ロシア語系
  - 朝鮮語系
  - スペイン語系
  - カナダ研究センター
  - 外国語言文化研究センター
- 芸術学院（2001年設立）
  - 芸術設計系
  - 美術系
  - 音楽系
- 体育学院（2001年設立）
  - 社会体育
  - 運動訓練

社会科学学部
- 経済学院（1946年設立）
  - 経済学系
  - 国際経済系
  - 金融学系
  - 財政学系
  - 中国国有経済研究センター
  - 中日経済社会共同研究センター
  - 知的経済研究センター
  - 公共経済政策研究センター
  - 東アジア経済研究センター
  - 経済発展研究センター
  - 中国資本市場発展研究センター
- 法学院（1948年設立、北京大学法律系に並び、文化大革命期間中でも閉鎖されなかった法学教育センターの一つ）
  - 法学理論
  - 法史学
  - 憲法と行政法学
  - 刑法学
  - 民事訴訟法学
  - 民商法学
  - 経済法学
  - 環境と資源法学
  - 国際法学
  - 軍事法学
  - 《法制と社会発展》雑誌社
  - 英米法律研究センター
  - 欧州連合法律研究センター
  - ドイツ民商法研究センター
  - 環境と資源保護法律研究センター
  - 労働及び社会保障法律研究センター
  - WTOと中国法制研究センター
- 行政学院（政治系として1983年設立、中国におけて初めて設立する政治学系）
  - 政治学系
  - 行政管理系
  - 国際政治系
  - 電子政務系
  - MPA教育センター
  - 政治学と国家建設研究センター
- 商学院（1993年設立）
  - 会計学系
  - 戦略と運営管理系
  - 財務系
  - 人的資源管理系
  - 管理科学と工程系
  - 市場営銷系
  - 数量経済系
  - 応用金融系
  - アシアナ金融研究センター（韓国錦湖アシアナグループ出資賛助）
  - 現代管理研究センター
  - 情報と戦略研究センター

理学部
- 数学学院（1952年設立）
  - 数学系
  - 応用数学系
  - 情報と計算科学系
  - 概率統計と保険精算系
  - 力学と工程科学系
  - 数学研究所（1978年、教育部によって設立）
- 物理学院（1952年設立）
  - 物性物理系
  - 光学情報科学と技術系
  - 応用物理系
  - 音響学とマイクロ波物理系
  - 物理実験センター
  - 公共物理教学と研究センター
  - 理論物理研究センター
  - 原子核科学と技術研究センター
  - 物理応用開発センター
- 化学学院（1952年設立）
  - 無機と材料化学系
  - 分析化学系
  - 有機化学系
  - 物理化学系
  - 高分子科学系
  - 化工と応用化学系
  - 化学教学センター
  - 化学実験教学センター
  - 現代無機合成化学研究センター
  - 分析科学研究所
  - 有機化学研究所
  - 物理化学研究所
  - 高分子研究所
  - 化工研究所
  - 理論化学計算国家重点実験室
  - 無機合成と製備化学国家重点実験室
  - 超分子結構与材料教育部重点実験室
  - 教育部特殊工程プラスチック研究センター
  - 教育部応用化学インターネット合作研究センター
  - 国家863計画特殊工程プラスチック研究開発センター
  - 長春応用化学科学研究センター
- 生命科学学院（1960年設立）
  - 分子生物学系
  - 生物薬学系
  - 生物大分子研究室
  - 考古DNA実験室
  - Edmond H.Fischer細胞内シグナル伝達実験室
  - 教育部生体反応統御重点実験室

工学部
- 機械科学と工程学院
- 自動車工程学院
- 材料科学と工程学院
- 交通学院
- 生物と農業工程学院
- 管理学院

情報科学学部
- 電子科学と工程学院
- 電気通信工程学院
- 計算機科学と技術学院
- ソフトウェア学院

地球科学学部
- 地球科学学院
- 地球探測科学と技術学院
- 建設工程学院
- 環境と資源学院
- 器械科学と電気工程学院

白求恩医学部
- 白求恩医学院
- 公衆衛生学院
- 薬学院
- 護理学院
- 第一臨床医学院
- 第二臨床医学院
- 第三臨床医学院（中日聯誼医院）（日本政府ODA建設プロジェクト）
- 口腔医学院

農学部
- 畜牧獣医学院
- 植物科学学院
- 軍需科技学院
- 公衆教学センター
- 実験動物センター
- 人獣共通感染症研究所

公衆教学部
- マルクス主義学院
- 公衆外国語教学センター
- 公衆計算機教学と研究センター

応用技術学院
経済情報学院
工商管理学院(MBA)
珠海学院
東栄学院
ラムトン学院（カナダのLambton Collegeとの提携）

## 出身人物
有名学者
- 劉暁波（作家、「零八憲章」の起草者、ノーベル平和賞受賞）
- 王力雄（作家）
- 李四光（院士、元中国科学院副院長、地質学者）
- 公木（詩人）
- 高清海（哲学者）
- 呂振羽（歴史学者）
- 朱光亜（「両弾元勲」という原水爆開発の功労者）
- 余瑞璜（物理学者）
- 高鼎三(中国半導体産業の創始者）
- 王湘浩 (数学者)
- 唐敖慶（化学者）
- 呉式枢（物理学者）
- 孫正聿（社会学社、哲学者）
- 張文顕（法律学者）
- 王勝今（人類学者）
- アラン・マクダイアミッド（ノーベル化学賞を受賞した化学者、吉林大学化学学院客員教授）
- 王惠岩（政治学者）

院士（アカデミー会員）
- 陳佳洱
- 宋家樹
- 王世績
- 鄒広田
- 張沢
- 鄧従豪
- 江元生
- 馮守華
- 張干二
- 游效曾
- 黎楽民
- 董蘊美
- 竇士学
- 張希
- 王文興
- 王立鼎
- 劉若庄
- 劉嘉麒
- 衣宝廉
- 何継善
- 林学鈺
- 徐世浙
- 郭孔輝
- 康玉柱
- 游效増
- 董申保
- 翟裕生
- 騰吉文
- 顔徳岳
- 薛禹群
- 瀋家璁
- 段雪
- 趙東元
- 孫家鈡
- 汪爾康
- 懷進鵬
- 曲久輝
- 江雷

大学関係者
- 陳佳洱（元北京大学総長）
- 周其鳳（現北京大学総長）（2010）
- 懷進鵬（元北京航空航天大学学長）
- 許武（中国科学技術大学党委書記）
- 朱崇實 (廈門大学総長)
- 鄭徳濤 (中山大学党委書記)
- 楊泉明 (四川大学党委書記)
- 徐顕明 (山東大学総長)
- 王衛平 (復旦大学副総長)
- 鄭成良 (上海交通大学副党委書記、法学院院長)
- 孫衛国 (元四川大学副総長，現西華大学学長)
- 李岳生 (元中山大学総長)
- 鄧従豪（元山東大学総長）
- 辛厚文 (元中国科学技術大学副学長)
- 尹鴻鈞 (元中国科学技術大学副学長)
- 王義 (元中国航天科技集団公司第9研究院副院長)
- 趙恩広 （中国科学院理論物理研究所党委書記）
- 李徳雪 （中国人民解放軍軍事医学科学院副院長）
- 鄭克強 （南昌大学党委書記）
- 蘇丹 （新疆大学副学長）
- 張沢 （北京工業大学副学長）
- 宋文煜 (南京理工大学副学長)
- 胡福印 (対外経済貿易大学副学長)
- 陳冬生 （武漢理工大学副学長）
- 周連勝 （東北財経大学副学長）
- 劉光復 （合肥工業大学副学長）
- 石曙光 （延辺大学副学長）
- 胡徳宝 （元吉林大学党委書記）
- 王文金 （元吉林大学党委書記）

政治界
- 劉延東 (中国共産党中央政治局委員、国務委員)
- 杜青林（中国共産党中央統一戦線工作部部長）
- 徐紹史 （中華人民共和国国土資源部部長）
- 王剛 （中国共産党中央政治局委員、中央直属機関工委書記）
- 劉奇葆（元広西自治区党委員会書記、現四川省党委員会書記）
- 張宝順（山西省党委員会書記）
- 蘇栄（江西省党委員会書記）
- 呂福源 （元商務部部長）
- 張柏林 （元人事部部長）
- 王家瑞 (中国共産党中央対外連絡部委員長)
- 尹蔚民 （人力資源社会保障部部長）
- 趙実 （国家広播電影電視総局副局長）
- 李従軍 （新華社社長、元中宣部副部長）
- 呉恒権（人民日報社社長）
- 白景富 （公安部副部長）
- 李鴻忠 （湖北省省長）
- 王国強 （衛生部副部長）
- 金振吉 (吉林省副省長)
- 陳玉杰 （国務院僑務辦公室主任）
- 郝赤勇 （司法部副部長）
- 徐徳明 （全国総工会副主席）
- 陳質楓 （天津市副市長）
- 陳暁光 (吉林省副省長)
- 范小健 （農業部副部長）
- 李錦斌 （陝西省組織部長）
- 劉志庚 （広東省東莞市党委員会書記）
- 王明方 （安徽省党委員会書記）
- 巴音朝魯 （浙江省宁波市党委員会書記）
- 王儒林 （吉林省党委員会書記）
- 鄧凱 （延辺州党委員会書記）
- 厲有為 （元深圳市党委員会書記、市長）
- 葉冬松 （河南省組織部部長）

財界
- 馬蔚華　(中国招商銀行頭取)
- 張光華　(広東発展銀行頭取)
- 胡懐邦　(交通銀行頭取)
- 王梓木　(華泰財産保険股份有限公司社長)

## 海外協定大学
- カナダ
  - ニューファンドランドメモリアル大学

### 日本における協定校
- 日本
  - 佛教大学
  - 一橋大学
  - 九州大学
  - 筑波大学
  - 岡山大学
  - 中央大学
  - 同志社大学
  - 関西学院大学
  - 西南学院大学
  - 千葉工業大学
  - 久留米大学
  - 長崎外国語大学
  - 法政大学

## ギャラリー

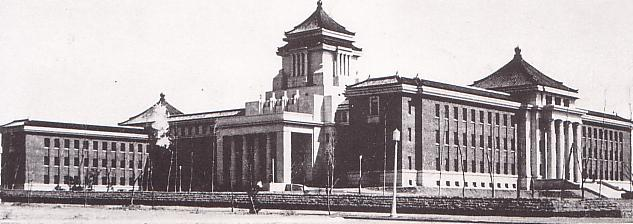
医学部校舎（旧満州国国務院）